# 水湳轉運中心
水湳轉運中心是位於臺中市西屯區臺中水湳經貿生態園區興建中的轉運中心。為地上4層、地下3層的多功能建築，地下層為立體停車場，地面層將設有12席市區公車月台，地上二、三層將設有42席國道客運月台、地上四層則為商業空間及辦公空間。已於2022年9月5日開工，預計2026年啟用。
此建築規劃原為地上7層樓，地下4層樓，經業主方修正需求後，重新設計為地上4層，地下3層的建築。

## 規劃
水湳轉運中心原先在林佳龍市府時期規劃為地上7層、地下4層的建築，由余曉嵐建築師事務所設計。轉運中心設有連接至國道一號的高架聯絡道路直通建築物3樓，並設有連接至機場捷運的地下連通道，致力於打造全國首屈一指的國道客運城。外觀以流線型的建築語彙形成極具張力的建築立面，並將車輛動線特意配置於建築最外圍，打造如同半戶外的坡道，達到自然通風與採光，並將建築量體導入層層綠意，通過上下坡道的端點與建築立面延伸而出的平台植栽，行駛在坡道上時就像繞行山路般沿途景色不斷變換，柳暗花明。建築立面導入的垂直綠化兼具淨化空氣功效，也讓座落於中央公園端點的轉運中心延續其綠意，並為建築帶入幾分柔和感。總經費約為40億元。
盧市府上任後，便將建築量體及設計進行修改。修改後的量體僅剩約60%。總經費為39億元，為原規劃的97.5%。